# 2010年飓风朱莉娅
飓风朱莉娅（英語：Hurricane Julia）是有可靠卫星观测纪录以来在大西洋盆地内形成位置最偏东面的四级飓风，也是2010年大西洋飓风季形成的第12个热带气旋，第5场飓风和第4场大型飓风。系统于9月12日由佛得角附近的东风波迅速发展形成，从该群岛附近经过，很快就于次日达到热带风暴标准并获名“朱莉娅”（Julia）。9月14日，气旋达到飓风标准并马上进入爆发性增强期，仅用24小时就从飓风强度下限增强至四级飓风下限。达到最高强度后，朱莉娅因同附近的飓风伊戈尔相互影响导致未能进一步发展，再于9月18日降级成热带风暴。接下来气旋行经海域水温逐渐降低，外界环境渐趋不利。9月20日，朱莉娅开始转变成温带气旋，气象机构在这时停止对其发布公告。
飓风朱莉娅自始至终都没有对任何陆地构成显著威胁，因此引发的破坏很小。佛得角群岛南部有间歇性降水，引发局部轻度洪灾和少许不便。当地阵风时速最高为48公里，对农作物造成少量伤害。此外，气旋还导致海况恶劣，大浪对多个岛的海岸沿线构成威胁。

## 气象历史
飓风朱莉娅源于9月11日离开非洲西海岸进入大西洋的一股强劲东风波，其中保有深层对流和强劲的东风，促使美国国家飓风中心开始对其进行追踪。东风波以每小时16至24公里的速度保持总体向西移动，其组织结构迅速改善，海面气压也显著降低。经过数小时的继续组织，美国国家飓风中心认为东风波发展成热带气旋的可能性仅有小幅提升。到了9月12日，热带低气压已经形成，美国国家飓风中心于协调世界时当天下午15点开始针对位于佛得角群岛最南端东南方向约400公里洋面的气旋发布公告。
接下来数小时里，低气压继续向西移动并稳步增强。美国国家飓风中心在实际操作中是于9月13日清晨将低气压升级成热带风暴并以“朱莉娅”（Julia）为其命名，但之后经过重新分析确认，成为热带低气压仅12小时后，气旋风速就已达到每小时65公里。朱莉娅的强度在从佛得角附近经过的数小时里没有显著变化，不过风暴逐渐沿深层高压脊的南部边缘回转向西北偏西方向移动。绕过佛得角群岛后，气旋恢复缓慢增强势头，到9月14日清晨，卫星图像显示其中已有不规则的长条形眼状特征形成。朱莉娅行经海域局部出现28°C的高海面温度，风暴随之进入快速增强期，仅数小时后就达到萨菲尔-辛普森飓风等级下的一级飓风标准。虽然所处洋面的海洋热含量相对较低，但因垂直风切变少、海面温度高，飓风仍在快速强化，于9月15日升级成二级飓风，然后又在不到两小时后达到三级飓风标准，成为2010年大西洋飓风季的第4场大型飓风。急剧强化的趋势仍在继续，气旋又在6小时后成为四级飓风。根据卫星数据估算，朱莉娅达到的最高风速为每小时220公里，最低气压948毫巴（百帕，27.99英寸汞柱），不过美国国家飓风中心在实际操作中的估算值分别为每小时215公里和950毫巴（百帕，28.05英寸汞柱）。
达到最高强度时，朱莉娅沿中到上层低气压回转向西北方向前进，移动速度略有加快。这片中到上层低气压还在高空产生不利的南向气流，令风暴强度略有减弱。到了9月16日清晨，卫星图像上已经难以分辨气旋风眼，朱莉娅的强度下滑至低于大型飓风标准。在此期间，飓风同附近深层高压脊边缘的东南偏南转向气流结合，前进方向进一步朝西偏移。气旋的覆盖范围相对较小，强度仍达到飓风标准。接下来朱莉娅行进至规模更大的飓风伊戈尔东侧，朱莉娅的环流开始受到伊戈尔产生的外流冲击，再加上海面温度降低，朱莉娅的强度于9月17日晚降至低于飓风强度。此后，朱莉娅围绕持续不断的高压脊进一步迂回向北加速移动，几乎与伊戈尔完全合并。之后的几小时内，朱莉娅逐渐北上，然后转向东北，再又转朝东面行进。9月18日，朱莉娅的下层中心在向东移动期间部分暴露出来，但此后几小时里又有对流逐渐在中心上空重新发展出来。风暴内虽然还保有深层对流，但上空的垂直风切变却再度增长，导致风暴开始转变成温带气旋。估计朱莉娅于9月20日下午18点在亚速尔群岛以西约1750公里洋面退化成不含热带天气系统特征的低气压区。低气压区在大西洋上空蜿蜒行进了数日，起初继续保持向东移动的趋势，然后又以环状路径南下。朱莉娅的残留飘忽不定地前进，一度向西北方向移动到距百慕大563公里海域，美国国家飓风中心再次对之进行监控。但由于外界环境不利，系统未能重新发展成热带气旋，对流也已经完全消亡，美国国家飓风中心于9月28日中止监控。

## 防灾措施和影响

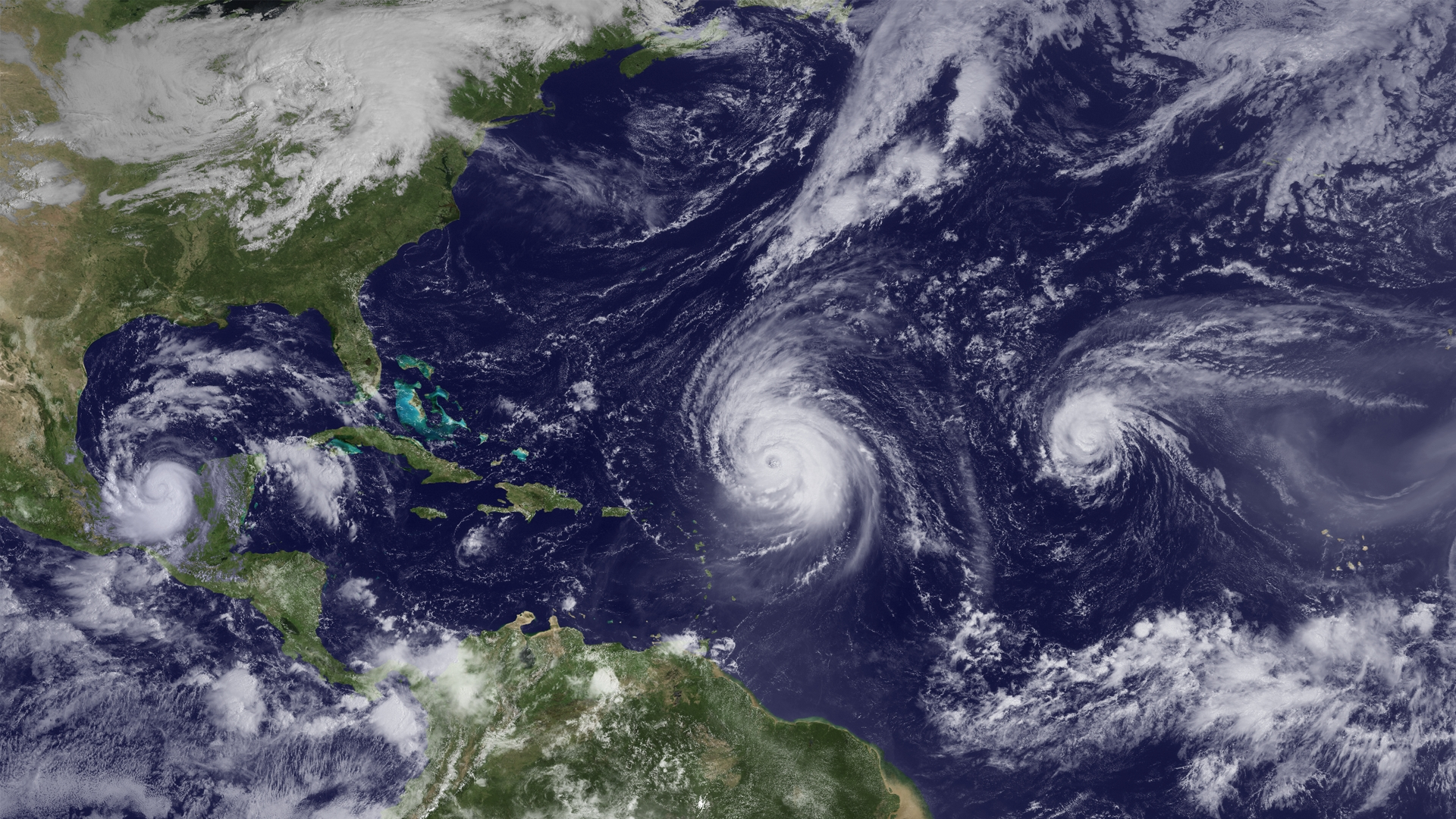
9月16日，飓风卡尔（左）、伊戈尔（中）和朱莉娅（右）同时存在。

朱莉娅发展成热带低气压时就立即对佛得角构成威胁。预计群岛降雨量至少会有76至127毫米，局部地区累计达203毫米。佛得角政府为此向南部群岛发布热带风暴警告，影响范围包括马约岛、圣地亚哥岛、福古岛和布拉瓦岛。
风暴自始至终位于海上，没有登陆过任何陆地，因此没有任何报道表明气旋有造成任何人员伤亡或重大破坏。风暴逼近期间，佛得角南部有间歇性降水和阵风，风速在每小时38至48公里之间。萨尔岛测得的降雨量不足9.9毫米，是各岛仅有的雨量纪录。风暴经过期间，有关部门取消了佛得角境内及国际间的多架航班。圣地亚哥岛因洪灾引发多起山体滑坡，导致局部地区同外界的交通中断，另有多个社区的玉米作物受损。此外，朱莉娅还令海上波涛汹涌，高3至4.5米的大浪导致多个岛上的海岸受到轻度干扰。